# Angéla Németh
Angéla Németh Ránky (Budapeste, 18 de fevereiro de 1946 – 5 de agosto de 2014) é uma ex-atleta e campeã olímpica húngara.
Especializada no lançamento de dardo, ela conquistou a medalha de ouro nessa modalidade nos Jogos Olímpicos da Cidade do México 1968, com um lançamento de 60,36 m, então sua melhor marca, derrotando a campeã olímpica de Tóquio 1964, a romena Mihaela Penes. Foi nomeada Atleta do Ano da Hungria em 1968 e 1969, após sua vitória olímpica e no Campeonato Europeu de Atletismo de 1969.
Competiu também em Munique 1972, mas sem a forma anterior, ficando apenas no 13º lugar.